# Denese Oates
Denese Oates (nascida em 1955) é uma escultora australiana. É especializada na criação de formas abstractas a partir de massas de fios de cobre entrelaçados; o seu trabalho está na colecção permanente da Casa do Parlamento da Austrália e da Universidade de Nova Gales do Sul.
Oates nasceu em Orange, Nova Gales do Sul. Mais tarde mudou-se para Sydney para estudar no Alexander Mackie College (agora College of Fine Art na University of New South Wales).
Em 1979 Oates foi finalista do Prémio Archibald.